# 専門教育を主とする学科
専門教育を主とする学科（せんもんきょういくを しゅとするがっか）とは、後期中等教育の課程（高等学校、中等教育学校の後期課程、特別支援学校の高等部など）において専門教育を行っている学科のことである。法令においては、専門学科（せんもんがっか、英: specialized courses）と略されることが多い。

農業・工業・商業・水産学・福祉など仕事に直結する分野を勉強する学科（職業学科）と、英語・国際・理数・音楽・美術・体育など一般教養の中で特定科目を重点的に学習する学科（「普通系専門学科」。理数科や英語科・音楽科などが存在）とに分類される。

## 概要
専門教育を主とする学科の類型（大学科）は「高等学校設置基準」（平成16年文部科学省令第20号）や「特別支援学校の高等部の学科を定める省令」（昭和41年文部省令第2号）におおまかに示されている。
以前は、国によって「高等学校学習指導要領」に「職業教育を主とする学科のうち標準的なもの」として具体的な学科（小学科）が示されていたが、地域や学校の実情に応じた特色ある学科の設置が促されるように、高等学校学習指導要領については2003年度（平成15年度）の施行分から、高等学校設置基準については2004年（平成16年）の改正から、示されなくなった。
なお、高等専門学校（高専）は5年制の高等教育機関であるため、この類型には含まれない。また、公の性質を持つ学校（一条校）ではない専修学校の高等課程（いわゆる高等専修学校）は、教科・科目の大系が異なるためこの類型とは異なる。

## 教育課程の編成
高等学校学習指導要領においては、専門教育を主とする学科の各類型ごとに、対応する「専門教育に関する各教科」に属する科目から「原則としてすべての生徒に履修させる」科目（原則履修科目）が指定されている。例えば、「商業に関する学科」については「ビジネス基礎」及び「課題研究」が、「情報に関する学科」については「情報産業と社会」及び「課題研究」が、指定されている。
生徒は専門教科の科目を25単位以上履修しなければならない。ただし、「商業に関する学科」では、外国語の科目を5単位まで含めることができる。また、その他の専門学科についても、普通科目の履修によって専門科目を履修したのと同じ効果が認められる場合について5単位まで含めることができる（高等学校学習指導要領の定めによる）。
なお、複数の専門学科を設置している学校で、自分の所属する学科以外の科目を一部選択できる総合選択制が敷かれている場合もある。普通科総合選択制とは異なる。通常の科目選択制のように、
- 所属学科の専門科目を選択し、専門を深める。
- 普通科目を選択し、大学（短期大学を含む）進学に備える。

だけではなく、
- 他学科の専門科目を選択し、広い技術を身につける。

こともできる。

## 専門学科の分類

### 職業学科と普通系専門学科
専門学科(広義)は、専門学科(狭義)に分類される学科(職業学科)と、その他の専門教育を行う学科(専門学科、普通系専門学科)に分類される。広義・狭義は実際には使われていないが、解説のため区別するために用いるものとする。現代における両者の違いは、職業学科などにおいて実習を担任する「○○実習」の免許状（いわゆる実習教諭の免許状）が授与されていること、生徒の就業体験（インターンシップ）などが文部科学省などによって強く振興されていることなどである。

#### 普通系専門学科の種類
普通系専門学科とは、普通科目のうち特定の分野、例えば国際・英語・理数・情報・芸術・体育について、理数科や英語科・音楽科など1科目を重点的に学習するものである。

## 職業学科に分類される学科
専門学科(職業学科)に分類される学科には、農業、工業、商業、水産、家庭、看護、情報、福祉に関する学科、理数、体育、音楽、美術、英語、国際関係などの学科がある。上記以外の学科についても、学習指導要領に教科が定められている。
専門学科に分類される学科の授業は、課題研究が課される他、実習の時間が多く取り入れられる。学習指導要領によれば、授業時間の半分以上と定められている。そのため、実習助手や実習教諭などの実習を担当する教員が一定数以上いる。ただし商業の場合は実習助手を設置していないことが多い。英語に関する学科を除く。
理数に関する学科については野外実習、臨海実習の他、実験の時間が十分に取られており、課題研究も課される。
農業、工業、商業、水産に関する学科については、旧制実業学校の流れを汲み新制高等学校が成立してからの伝統が長い学科である。家庭、看護、情報、福祉は、後の時代になってから新設されたものである。また、平成16年に改正される前の高等学校設置基準（昭和23年文部省令第1号）には、「厚生に関する学科」と「商船に関する学科」が規定されていたが、厚生に関する学科は看護に関する学科や福祉に関する学科へ、商船に関する学科は商船高等専門学校へ移行した。
商船科、電波科（厳密には電波は工業の一部領域）は、高等専門学校制度の創設に伴い、高校の学科名としてはなくなったが、水産に関する学科には、航海教育や無線通信教育を行う高校がある。また、海員学校も高校卒業同等資格が得られるようになったため、かつての高校商船科に近い存在になっている。

### 農業に関する学科
農業科、園芸科、畜産科、食品科学科、農業土木科、農業機械科、造園科、林業科、生活科学科、農業経済科、生物工学科などの学科がある。普通教科のほかに専門教科「農業」を学習する。農業に関する学科を置く高等学校は農業高等学校、林業高等学校、農林高等学校などと呼ばれる。

### 工業に関する学科
機械科、自動車科、造船科、電気科、電子科、情報技術科、建築科、設備工業科、土木科、地質工学科、化学工業科、化学工学科、色染化学科、電子機械科、材料技術科、セラミック科、繊維科、インテリア科、デザイン科、印刷科、薬業科、航空科など多数の学科がある。普通教科のほかに専門教科「工業」を学習するほか、主に聾学校で専門教科「印刷」、「クリーニング」を学習することもある。工業に関する学科を置く高等学校は工業高等学校などと呼ばれるほか、上述の農業に関する学科を併せ持つ高等学校は農工高等学校などと呼ばれる。

### 商業に関する学科
商業科、流通経済科、国際経済科、会計科、情報処理科などの学科がある。普通教科のほかに英語、国際関係学、法律、経済、簿記、プログラミングなどが含まれる専門教科「商業」を学習する。これらは会計・マーケティング・ビジネス経済・ビジネス情報の4分野から構成され、1ないし複数の分野を重点的に学習する。商業に関する学科を置く高等学校は商業高等学校などと呼ばれるほか、上述の工業に関する学科を併せ持つ高等学校は商工高等学校などと呼ばれる。また近年では英語の教科を増設したり、観光やサービスに関する教育を行ったり、その他の科目を追加することも多く、非常に多岐に渡る。その一方で、ほとんどすべての学科で簿記と情報処理の授業が行われている。
- 学校によっては下記の通りである。
  - 商業科 → 商業ビジネス科
  - 国際経済科 → 国際ビジネス科
  - 情報処理科 → 情報ビジネス科

※プログラミングを主に行うソフトウェア業は、日本標準産業分類によるとサービス業に属することから、商業の分野に含まれる。

### 水産に関する学科
海洋漁業科、水産食品科、資源増殖科、海洋工学科、情報通信科などの学科がある。普通教科のほかに専門教科「水産」を学習する。水産に関する学科を置く高等学校は水産高等学校などと呼ばれている。

### 家庭に関する学科
家政科、被服科、食物科、保育科などの学科がある。普通教科のほかに専門教科「家庭」を学習する。食物科などでは調理師免許が取得できる。家庭に関する学科を置く高等学校は家庭高等学校、家政高等学校などと呼ばれる。

### 看護に関する学科
看護科などの学科がある。普通教科のほかに専門教科「看護」を学習する。衛生看護科は、卒業すると准看護師国家試験の受験資格が取得できる。更に看護学校に進学して2年間学び、看護師国家試験受験資格を取得する者も多い。看護に関する学科を置く高等学校は看護高等学校などと呼ばれる。
近年、専攻科も含めた5年制の看護科とする学校が増えてきている。ただし、高校卒業時には准看護師国家試験受験資格は得られない。
看護科（衛生看護科）+専攻科
正看護師国家試験の受験資格を取得できる課程が多い。また、専攻科修了後に大学三年次の編入も可能。
専攻看護科
高等学校または中等教育学校を卒業した者などが入学できる。看護に関する学科の出身でなくともよい（その場合3年課程となる）。正看護師国家試験の受験資格を取得できる課程が多い。

### 情報に関する学科
情報システム科、マルチメディア科などの学科がある。普通教科のほかに専門教科「情報」を学習する。情報に関する学科を置く高等学校は情報高等学校などと呼ばれる。

### 福祉に関する学科
福祉科などの学科がある。普通教科のほかに介護などを含む専門教科「福祉」を学習する（関連資格: 介護福祉士）。介護福祉士を目指す学科と、いくつかの福祉の科目を履修し福祉系の上級学校へ進学を目指す学科がある。また、保育に関する専門科目を学習する学科もある。かつては保母の資格の取得が可能であったが、制度が変更となり現在は保育士の資格は取得できないため、大学・短期大学・専門学校に進学をしている。福祉に関する学科を置く高等学校は福祉高等学校などと呼ばれるほか、上述の看護に関する学科を併せ持つ場合は看護福祉高等学校などと呼ばれる。

### 複合的な学科
地域創造科、産業マネジメント科といった学科がある。農業や水産業およびそれらの加工や販売に関する事柄を一括して学ぶ。

## 普通系専門学科に分類される学科
その他の専門学科(普通系専門学科)には、理数、体育、音楽、美術、外国語、国際関係などの学科がある。体育・音楽・美術に関する学科は都道府県に概ね1校以上設置されている。理数に関する学科の設置は公立高校を中心に割合が高いものの、東京都立、広島県の県市立の高校に無いように地域によって設置状況に偏りがある。
地域や資料によって扱いの違いが大きく、高等学校学習指導要領においては、「外国語に関する学科」及び「国際関係に関する学科」についての言及がなく、代わりに「英語に関する学科」についての記述がある。また、文部科学省の学校基本調査においては、全て「その他の専門教育を施す学科」として一括りになっている。

### 理数に関する学科
理数科、数理科学科、総合科学科などの学科がある。普通教科のほかに専門教科「理数」を学習する。
普通科が設置されている高校に併設されている場合が大多数を占め、生徒募集時に普通科との一括募集の上で2年次への進級時に所属学科を確定する形態を採る学校や、2年進級時に普通科との間で一部の生徒の転科を実施している学校もある。理系への進学者が多くを占めるが、文系の学部へ進学するものもいる。そのため、選択科目で地理歴史を選択出来るようにするなど文系への進学にも十分対応出来る教育課程が組まれていることが多い。
- 理数の専門科目 - 理数数学Ⅰ・理数数学Ⅱ・理数数学特論・理数物理・理数化学・理数生物・理数地学・課題研究
- 普通科の数学・理科より、より深く系統的に学習を行う。また、実験・実習の時間が多く取られている。探究活動を実施する学校も多い。
- 他の専門学科のように専用の教科書は存在せず、普通科で使用する教科書を使う。
- 理科は原則3科目履修する。
- 名称は理数科の他に、総合理学科、総合科学科、フロンティアサイエンス科、理数科学科、数理科学科、環境科学科、自然科学科、グローバルサイエンス科、コスモサイエンス科などがある。これに類する学科として、文理学科などがある。すべて理数に関する専門科目を履修する。
- スーパーサイエンスハイスクールに指定されている学校では理数科の生徒がその中心になって活動を行うことが多い。

### 体育に関する学科
体育科、保健体育科、スポーツ科学科などの学科がある。普通教科のほかに専門教科「体育」を学習する。

### 音楽に関する学科
音楽科、芸術科などの学科がある。普通教科のほかに専門教科「音楽」（楽典・理論等）や、主に盲学校で開講される専門教科「調律」を学習する。また、殆どの場合において主科（専攻科）とは別に、副科としてピアノ（ピアノ科の学生はピアノ以外の任意の学科）を学習する。音楽に関する学科を置く高等学校は音楽高等学校などと呼ばれる。

### 美術に関する学科
美術科、芸術科などの学科がある。普通教科のほかに専門教科「美術」を学習する。美術に関する学科と上述の音楽に関する学科を併せ持つ高等学校は芸術高等学校などと呼ばれる。

### 外国語に関する学科
英語科、外国語科などの学科がある。普通教科のほかに専門教科「英語」や外国語に関する学校設定教科を学習する。多くの学科では英語を重点的に学習する。さらに第二外国語として、ドイツ語、フランス語、中国語、韓国語、スペイン語などから1つ選択して学ぶところや、逆にそれらの言語を中心に学ぶ学科もある。

### 国際関係に関する学科
国際科、国際教養科などの学科がある。普通教科のほかに専門教科「英語」や国際関係に関する学校設定教科を学習する。近年では商業高等学校の学科にもこの要素が含まれる学科が登場している。

### その他の学科
高等学校設置基準第6条2において「その他専門教育を施す学科として適当な規模及び内容があると認められる学科」と定義されているものに該当する。代表的なものとして以下のものがあげられる。

#### 舞台表現に関する学科
舞台表現科、演劇科などの学科がある。普通教科のほかに舞台表現に関する学校設定教科を学習する。普通科が設置されている高校や上述の芸術高等学校に併設されているケースがほとんどである。

#### 書道に関する学科
書道科、芸術科などの学科がある。普通教科のほかに書道に関する学校設定教科を学習する。こちらも普通科が設置されている高校や上述の芸術高等学校に併設されているケースがほとんどである。

#### 観光・地域振興に関する学科
観光科、国際観光科、地域創生科などの学科がある。普通教科のほかに観光や産業、あるいは学校のある地域の文化や地域課題等に関する学校設定教科を学習する。普通科が設置されている高校や商業高等学校に併設されているケースがほとんどである。観光についての学科は商業に関する学科として設置されていることもある。

#### 人文科学に関する学科
人文科、国語科、伝統芸能科、歴史文化科などの学科がある。国語・地理歴史・公民など、普通科において文系に分類される科目を学校設定科目などにより重点的に学習する。普通科が設置されている高校に併設されているケースがほとんどである。

#### 探究活動を行う学科
文理学科、人間探究科、自然探究科などの学科がある。精選した普通教科の履修、大学（学部・大学院）に繋がる学問のやり方の習得、課題研究や研究発表などの探究活動の重視を特徴としている。専門学科として「理数」「英語」及び学校設定教科の専門科目を25単位以上取得する。普通科が設置されている高校に併設されているケースがほとんどである。

## 特別支援学校のみに設置される学科
「特別支援学校の高等部の学科を定める省令」（昭和41年文部省令第2号）に示されている学科の分類のうち、「高等学校設置基準」には示されていない学科の分類である。理療、理学療法、理容・美容、歯科技工、産業一般に関する学科がある。
これらの学科は、特別支援学校で開設される教科である「調律」「保健理療」「理療」「理学療法」「印刷」「理容・美容」「クリーニング」「歯科技工」を受けて設けられている。このうち、「調律」「印刷」「クリーニング」の教科については、特別な教科に関する学科を設けずに音楽、工業に関する学科に統合されている。それ以外の専門教科については、特別に次のように分類されている。

### 理療に関する学科
「視覚障害者である生徒に対する教育を行う学科」とされている。理療科、保健理療科などの学科がある。普通教科のほかに専門教科「保健理療」、専門教科「理療」を学習する。

### 理学療法に関する学科
「視覚障害者である生徒に対する教育を行う学科」とされている。理学療法科などがある。普通教科のほかに専門教科「理学療法」を学習する。

### 理容・美容に関する学科
「聴覚障害者である生徒に対する教育を行う学科」とされている。理容美容科、理容科、美容科などの学科がある。普通教科のほかに専門教科「理容・美容」を学習する。

### 歯科技工に関する学科
「聴覚障害者である生徒に対する教育を行う学科」とされている。歯科技工科などの学科がある。普通教科のほかに専門教科「歯科技工」を学習する。

### 産業一般に関する学科
「知的障害者、肢体不自由者又は病弱者（身体虚弱者を含む。）である生徒に対する教育を行う学科」とされている。産業科、産業一般科などがある。

## 上記以外の専門教育を施す学科
京都市立堀川高等学校の探究学科群、京都市立西京高等学校のエンタープライジング科、京都府立嵯峨野高等学校の京都こすもす科、岡山県高梁日新高等学校（現・方谷學舎高等学校）のビューティ科（閉科後、現行は普通科美容コース）など、各学校・設置者の取り組みにより様々な学科が設置されている。
また、岩倉高等学校の運輸科、昭和鉄道高等学校の鉄道科（運輸科と機関科を統合）など、私立の鉄道系高等学校には独自性の強い職業学科がある。